# Astra (personaje)
Efia Danso, más conocida como Astra es un personaje perteneciente al videojuego (creado por Riot Games), Valorant. Fue revelado oficialmente en febrero de 2021.

## Historia
Procedente de Acra, Ghana, Efia Danso es una radiante con poderes relacionados con las energías cósmicas. Los utiliza en su papel de "guardiana astral", asegurándose de que cualquier acontecimiento que altere el universo no tenga consecuencias graves.
Reclutada por el Protocolo Valorant como su 16.ª agente, nombre clave "Astra", Danso sigue ejerciendo de guardiana astral entre sus misiones para el VP.

## Personalidad
Astra es una agente enérgica y alegre que no se guarda nada de lo que quiere decir. Es bastante directa a la hora de expresarse, y las bromas amistosas son sin duda su estilo preferido. Parece tener afinidad por la vivacidad y no le gusta que la gente y los lugares carezcan de "color" o "personalidad".
Ha declarado que sus planes e ideas a veces pueden sonar irracionales, pero esto es sólo porque ella puede ver lo que la mayoría no puede debido a sus poderes cósmicos.

## Apariencia
Astra es de ascendencia ghanesa y tiene un tono de piel oscuro. Su pelo, que luce un estilo mohawk trenzado, está adornado con múltiples cuentas doradas que combinan con más joyas doradas como un aro en la nariz, múltiples pendientes en la oreja izquierda y un par de grandes aros. El atuendo de Astra se compone de brillantes azules, morados y dorados que incorporan diseños autóctonos de su cultura. Lleva una sudadera morada con capucha, que se levanta cuando está en su forma astral. Lleva una camisa azul y un chaleco marrón sin mangas, y un brazo mecánico dorado en el lado izquierdo, mientras que el brazo derecho lleva un brazalete dorado en la muñeca y la mano está cubierta por un guante morado sin dedos. Lleva unos vaqueros morados con rótulas metálicas, con zapatos del mismo color.